# Con todos menos conmigo
Con todos menos conmigo foi o quinto single da banda mexicana Timbiriche, lançado no ano de 1987, derivado do álbum Timbiriche VII. A autoria da peça musical é atribuída a Roberto Guido Vitale, enquanto os arranjos são creditados a Kiko Campos.
A canção se destaca por sua abordagem masculina na interpretação, apresentando as vozes de Erik Rubín, Diego Schoening e Eduardo Capetillo. A letra retrata a rejeição de um jovem a uma mulher que não leva seus sentimentos a sério, refletindo um padrão de comportamento em relação a outros rapazes.
O videoclipe retrata a jornada de personagens em busca de amor, destacando a solidão como resultado do comportamento insensível. Nele surgem imagens de Erik, Eduardo e Diego em diferentes locais urbanos, culminando em um encontro com as demais integrantes femininas do grupo (Thalía, Alix, Mariana e Paulina) em uma casa noturna, onde a performance é concluída. Enquanto os rapazes cantam, a câmera se concentra na pista de dança, onde uma jovem experiência a história narrada pela canção, tentando conquistar vários rapazes, porém, ao final, se encontra sozinha.
A música obteve grande êxito no México, alcançando a posição de número 9 na parada de sucessos da revista quinzenal Notitas Musicales.
Em dezembro de 2007, durante uma classificação realizada pelo canal de televisão VH1, a faixa foi elencada na 37ª posição entre as "100 Grandiosas Canciones de los Años 80 en Español".
A popularidade levou à reinterpretação em outros idiomas, com a boy band Dominó regravando-a em português, mantendo a essência da composição original. Posteriormente, a música seria incluída em álbuns comemorativos do grupo como Vivo en Vivo e Somos Timbiriche 25 en Vivo.

## Lista de faixas
- Créditos adaptados do compacto simples mexicano.[3]

Lado A
| N.º | Título                        | Compositor(es)     | Duração |  |
| 1.  | "Mirame (Cuestion De Tiempo)" | F. Ride; K. Campos | 3:15    |  |

Lado B
| N.º | Título                    | Compositor(es) | Duração |  |
| 1.  | "Con Todos Menos Conmigo" | Guido Vitale   | 2:59    |  |

## Tabelas musicais
| Tabela musical (1987)             | Melhor posição |
| --------------------------------- | -------------- |
| México México (Notitas Musicales) | 9              |

## Versão do grupo Dominó
O grupo Dominó fez uma versão para a música em seu álbum autointitulado de 1988, que foi lançada como primeiro single do álbum. Tornou-se um sucesso e uma das canções mais tocadas nas rádios do Brasil, em 1988.
A faixa foi lançada em dois singles físicos, a saber: em Portugal foi lançada como um compacto simples que incluía no lado A "Com Todos Menos Comigo" (3:45 min.) e no lado B a canção "Bruta Ansiedade" que também fazia parte do álbum de 1988 e foi o último single a ser lançado do álbum. No Brasil, o lançamento ocorreu com um LP de 12" que trazia a faixa nos dois lados do disco.
Em uma live streaming no Instagram, realizada em 1 de abril de 2020, os integrantes Marcus Quintela e Afonso Nigro comentaram que o videoclipe da música foi feito no Rio de Janeiro em galpões da cidade, com a direção de Miguel Falabella. As gravações ocorreram durante a madrugada, e os cenários e visual tem uma estética dark. O videoclipe estreou no programa Fantástico, da TV Globo.
Em relação a recepção da mídia brasileira e dos críticos de música a maioria comentou sobre o fato da letra ser sexualmente explícita e mais madura em relação aos trabalhos anteriores do grupo.
Em sua resenha sobre o álbum Dominó, de 1988, o jornalista Eduardo Augusto, do jornal Diário do Pará, notou que com a canção e o novo disco o grupo começara a investir em letras mais voltadas ao público jovem, embora, segundo ele, as letras não tivessem sido de própria autoria e sim por "tubarões industriais que padronizaram seu repertório desde o início". A revista Manchete por sua vez, notou que apesar dos rapazes ainda estarem na adolescência e terem um público predominantemente infantojuvenil, a letra da canção era abertamente sexual, como pode ser notado nos versos: "Você faz amor com todos, menos comigo".
Em 2004, a dupla sertaneja Jads e Jadson regravou a versão feita pelo Dominó, o que contribuiu com a sua projeção nacional na época. Em 2020 a dupla regravou novamente a canção, agora para um álbum cuja lista de faixas reunia sucessos de sua carreira e da música sertaneja.

### Lista de faixas
- Créditos adaptados dos singles de Com Todos Menos Comigo.[13][14]

#### Single 7"
Lado A
| N.º | Título                   | Compositor(es)                       | Duração |  |
| 1.  | "Com Todos Menos Comigo" | Guido Vitale, versão de Edgard Poças | 3:35    |  |

Lado B
| N.º | Título            | Compositor(es)                                | Duração |  |
| 1.  | "Bruta Ansiedade" | Javier Losada, Daniel Maroto, versão de Poças | 3:28    |  |

#### Single 12"
Lado A
| N.º | Título                   | Compositor(es)                       | Duração |  |
| 1.  | "Com Todos Menos Comigo" | Guido Vitale, versão de Edgard Poças | 3:47    |  |

Lado B
| N.º | Título                   | Compositor(es)                       | Duração |  |
| 1.  | "Com Todos Menos Comigo" | Guido Vitale, versão de Edgard Poças | 3:47    |  |